# Morse (1928)
Pour les autres navires du même nom, voir Morse (sous-marin).
Conçu par l'ingénieur du Génie maritime Léon Roquebert, le Morse est un sous-marin français du type « 1.200 tonnes » mis sur cale le 12 février 1923, à flot le 11 novembre 1925 et entré en service le 10 février 1928.

Le Morse est le cinquième des six sous-marins de la classe Requin. Cette classe a été la première classe de sous-marins océaniques construite pour la Marine nationale française après la Grande guerre.

## Caractéristiques
Long de 78 mètres, large de 6,84 m avec un tirant d'eau de 5,10 m, il déplace 1.150 tonnes en surface et 1.441 tonnes en plongée.
 Sa propulsion est assurée par 2 moteurs diésel de 2.900 cv en surface pour une vitesse de 15,5 nœuds et en plongée par 2 moteurs électriques de 1.800 cv, pour une vitesse 9 nœuds. Il a 2 hélices.
 Son équipage est de 4 officiers et 50 officiers mariniers, quartiers maîtres et matelots.
 Son armement est composé d'un canon de 100 mm sur le pont, devant le kiosque, et d'une mitrailleuse jumellée de 13,2 mm sur l'arrière du kiosque. Il dispose de 10 tubes lance-torpilles dans la coque ; 4 tubes fixes de 550 mm, 2 de chaque bord de l'étrave et de 2 tourelles doubles orientables de 400 mm, sur l'avant et l'arrière du kiosque.

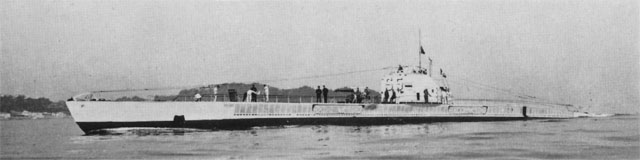
Le Morse

## Activités
- Septembre 1931 : affectation au port de Bizerte
- Septembre 1935 - décembre 1937 : modernisation aux chantiers navals de Saint-Nazaire
- 1938 : affecté à la 9e division de sous-marins Mission de à Casablanca
- Septembre 1939 - mai 1940 : surveillance des bâtiments allemands aux large des Îles Canaries, puis en Méditerranée.
- 10 juin 1940 : le Morse appareille de Bizerte pour une mission vers le sud de la Tunisie.
- 16 juin 1940 : le Morse saute sur une mine défensive française à 4 nautiques des Kerkennah (Tunisie)

## Le drame
Le 16 juin 1940, l'explosion d'une mine défensive française coupe le Morse en deux. Il coule par vingt-quatre mètres de fond. Le bâtiment est perdu corps et biens.
Sous le commandement du Lieutenant de Vaisseau Jean Paris, le Morse avait appareillé pour une mission depuis Bizerte vers le golfe de Gabès en compagnie des sous-marin Nautilus, Caïman et Souffleur. Le 11 juin, le Caïman et le Morse naviguent en surface devant l’îlot de Pantelleria. Le 12 à 8 heures ils plongent au sud des îles Kerkennah. Leur retour à Sfax est prévu dans 6 jours.
L'Amirauté française est sans nouvelle du Morse jusqu'au 20 juin. La mer rejette alors 9 corps de marins de l’équipage, dont 3 seulement seront identifiés. Le 16 août, un hydravion CAMS repère l’épave coupée en deux par 24 mètres de fond à l’entrée du chenal de Sfax. On estime par la suite que 44 corps restent prisonniers de l'épave. 6 marins furent enterrés au cimetière de Sfax. De 1955 à 1956, l'épave est relevée et les corps transportés également à Sfax. Après l'indépendance de la Tunisie, les restes des marins sont regroupés au cimetière de Gammarth où un mémorial fut élevé. Parmi les 53 membres d'équipage, se trouvait le jeune poète Jean Venturini.
Six mois après le drame, son sister ship, le  Narval  rejoindra l'épave du Morse dans des circonstances identiques.

## Sources
- lieutenant de vaisseau Jean-Michel Roche, Dictionnaire des bâtiments de la flotte de guerre française de Colbert à nos jours, t. 2 : 1870-2006, Toulon, J.-M. Roche, 2005 (ISBN 978-2-952-59171-3, OCLC 470444756, BNF 40090770)